# Veracruz (stad)
Cuatro Veces Heroica Ciudad y Puerto de Veracruz (Nederlands: Viermaal Heldhaftige Stad en Haven Veracruz) is de grootste havenstad van Mexico gelegen aan de Golf van Mexico in de deelstaat Veracruz (waarvan het niet de hoofdstad is, dit is Xalapa). Veracruz heeft 573.854 inwoners (census 2005) en is de hoofdplaats van de gemeente Veracruz, terwijl de stad doorloopt in de gemeente Boca del Río.

## Stadsbeeld
De belangrijkste plek van Veracruz is ongetwijfeld de haven. Veracruz heeft de grootste haven van Mexico, en staat bekend als 'de poort naar de wereld'. De Carranzavuurtoren kijkt uit over de haven maar het bekendste gebouw in Veracruz is het fort San Juan de Ulúa, dat Veracruz in de koloniale periode moest beschermen en later diende als gevangenis. Het culturele centrum en het centrum van het uitgaansleven van Veracruz is het zócalo van de stad. Veracruz is een bisschopszetel en huisvest meerdere universiteiten.
Veracruz is ook bekend vanwege haar carnaval, en de son jarocho, een lokale variant van de son die in de stad is ontstaan.

## Geschiedenis
Veracruz ligt aan het begin van een zeer belangrijke verkeersader tussen de Golf van Mexico en Mexico-Stad. Hierdoor is Veracruz door talloze invallers onder de voet gelopen.
De stad werd in 1519 door Hernán Cortés gesticht, het was toen de eerste Europese nederzetting op het Amerikaanse vasteland. Cortés noemde de stad La Villa Rica de la Vera Cruz ("Rijke stad van het ware kruis"). Het werd de belangrijkste haven van Nieuw-Spanje. Om de rijke stad te beschermen werd er in 1565 een fort gebouwd. Veracruz stond als gevolg daarvan gedurende de 17e eeuw onder piraten bekend als onneembaar. Ondanks deze reputatie, of wellicht juist daardoor (het idee dat de stad onneembaar was, maakte de Spanjaarden gemakzuchtig), werd de stad in 1683 gedurende vijf dagen bezet door een piratenbende onder leiding van Laurens de Graaf. De Graaf plunderde de stad en nam ongeveer een kwart van de inwoners mee als slaaf. In 1712 werd de stad weer geplunderd.
Tijdens en na de onafhankelijkheid van Mexico hebben er in Veracruz verscheidene keren oorlogshandelingen plaatsgevonden. In 1815 werden de Spanjaarden verjaagd. Het eiland San Juan de Ulúa voor de kust van Veracruz bleef evenwel nog tot 1825 in Spaanse handen, terwijl Mexico in 1821 al onafhankelijk was geworden. In 1838 bezette de Franse vloot de stad tijdens de Gebakoorlog. In 1847, tijdens de Amerikaans-Mexicaanse Oorlog bezette Winfield Scott de stad. Tijdens de Hervormingsoorlog was Veracruz de zetel van de liberale regering van Benito Juárez. In 1861 werd de stad bezet door Fransen, Spanjaarden en Britten en tijdens de Mexicaanse Revolutie in 1914 werd de stad bezet door de Verenigde Staten naar aanleiding van het Tampico-incident.

## Andere namen

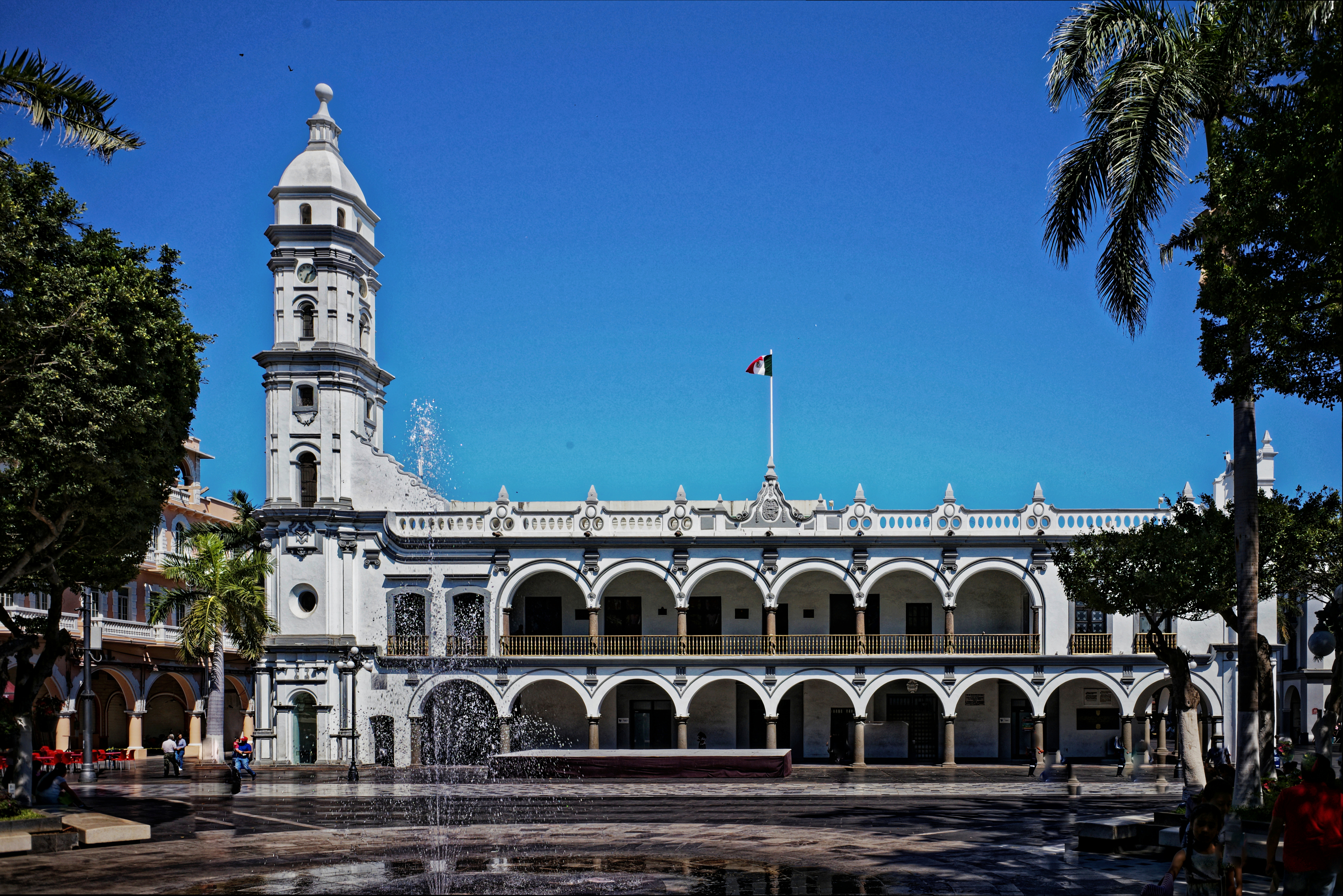
Het gemeentelijk paleis Palacio Municipal

De door Cortés gestichte stad heette oorspronkelijk La Villa Rica de la Vera Cruz maar dat werd als snel gewoon Vera Cruz. Na de Mexicaanse Revolutie werd door gouverneur Adalberto Tejeda de naam veranderd van Vera Cruz naar Veracruz (van Ware Kruis naar Warekruis), om het minder christelijk te laten klinken. Om Veracruz te onderscheiden van de gelijknamige deelstaat wordt de stad ook wel Veracruz Ciudad of Puerto de Veracruz genoemd. Vanwege al het oorlogsgewoel heeft Veracruz de onderscheiding Cuatro Veces Heróica Veracruz (Vier keer heldhaftig Veracruz) gekregen. Inwoners van Veracruz worden jarochos genoemd.

## Geboren
- Francisco Javier Clavijero (1731-1787), jezuïet en historicus
- Miguel Lerdo de Tejada (1812-1861), politicus
- Manuel Gutiérrez Zamora (1813-1861), militair
- Francisco del Paso y Troncoso (1813-1861), humanist en archeoloog
- Salvador Díaz Mirón (1852-1924), schrijver
- Hernán Laborde (1896-1955), politicus
- Adolfo Ruiz Cortines (1890–1973), president van Mexico (1952-1958)
- Beto Ávila (1924-2004), honkbalspeler
- Fernando Gutiérrez Barrios (1927-2000), politicus
- Alicia Urreta (1930-1986), componiste
- Miguel Alemán Velasco (1932), zakenman en politicus
- Mariano Francisco Saynez Mendoza (1942-2020), militair
- Monica Frassoni, Italiaanse politica
- Irán Castillo (1977), actrice
- Ana de la Reguera (1977), actrice
- Crisanto Grajales (1987), triatleet